# Scienza del Quaternario
La Scienza del Quaternario (in inglese Quaternary science) è un campo interdisciplinare di studi focalizzati sul periodo Quaternario, il quale abbraccia gli ultimi 2,6 milioni di anni.
Questo campo interdisciplinare studia l'ultima era glaciale e il recente interstadiale dell'Olocene e usa l'evidenza delle misurazioni di parametri di tipo proxy per ricostruire gli ambienti del passato durante questo periodo allo scopo di dedurne i mutamenti climatici e ambientali che sono accaduti.